# San Isidro, Zapopan
San Isidro är en ort i Mexiko.   Den ligger i kommunen Zapopan och delstaten Jalisco, i den centrala delen av landet, 500 km väster om huvudstaden Mexico City. San Isidro ligger 1 370 meter över havet och antalet invånare är 1 446.
Terrängen runt San Isidro är kuperad åt nordost, men åt sydväst är den platt. Runt San Isidro är det mycket tätbefolkat, med 1 177 invånare per kvadratkilometer. Närmaste större samhälle är Zapopan, 8,3 km söder om San Isidro. I omgivningarna runt San Isidro växer huvudsakligen savannskog.